# Bartramia brevifolia
Bartramia brevifolia är en bladmossart som beskrevs av Bridel 1827. Bartramia brevifolia ingår i släktet äppelmossor, och familjen Bartramiaceae. Inga underarter finns listade i Catalogue of Life.